# Juventino Kestering
Juventino Kestering (* 19. Mai 1946 in Morro do Gato (heute: Morro do Cruzeiro) bei São Ludgero; † 28. März 2021 in Rondonópolis) war ein brasilianischer Geistlicher und römisch-katholischer Bischof von Rondonópolis-Guiratinga.

## Leben
Juventino Kestering trat 1959 in das Kleine Seminar Nossa Senhora de Fátima in Tubarão ein. Nach dem Schulabschluss studierte er Philosophie und Theologie in Curitiba. Am 14. Juli 1973 empfing er die Priesterweihe in der Pfarrkirche São João in São Ludgero. Er war von 1973 bis 1988 Kaplan in der Kathedralpfarrei in Tubarão, von 1992 bis 1997 Professor am Instituto Teológico de Santa Catarina (ITESC) und 1997 dessen Rektor.
Papst Johannes Paul II. ernannte ihn am 19. November 1997 zum Bischof von Rondonópolis. Der Bischof von Tubarão, Hilário Moser SDB, spendete ihm am 8. März des nächsten Jahres die Bischofsweihe; Mitkonsekratoren waren Osório Willibaldo Stoffel OFM, Altbischof von Rondonópolis, und Eusébio Scheid SCJ, Erzbischof von Florianópolis.
Juventino Kestering starb nach intensivmedizinischer Behandlung an den Folgen einer SARS-CoV-2-Infektion.